# Мабуні Кенва
Кенва Мабуні (яп. 摩文仁 賢和, 14 листопада 1889 — 23 травня 1952) — японський майстер бойових мистецтв, засновник стилю карате Сіто-рю (яп. 糸東流), який поєднує техніки шкіл Сюрі-те та Наха-те.

## Біографія
14 листопада 1889 року в місті Сюрі острова Окінава в сім'ї знатного дворянського походження народився Мабуні Кенва — представник 17-го покоління одного з найзнаменитіших військових кланів, засновником якого був Кеньйо Осіро (Угусуку), найбільший воїн королівства Рюкю.
- 1903 — у віці 14 років (за іншими даними, в 1902) Мабуні став займатися бойовим мистецтвом Сюрите, у наставника Ітосу Ясуцуне. Паралельно, навчаючись у Першій середній школі префектури Окінава, Мабуні тренувався з карате під керівництвом старшого учня Ітосу Анко майстра Ханасіро Темо.

- 1908 — у віці 19 років (за іншими даними, в 1907) за рекомендацією свого близького друга Міяги Тедзюна, Мабуні займався близько року, вивчаючи стиль нахате у майстра Хігаонна Канре, після чого був призваний в армію.

- 1918 — разом з Міягі Тедзюном майстер Мабуні створив Товариство вивчення карате префектури Окінава «Окінава кен тоде кенкюкай», яке стало активно займатися популяризацією карате (в інших джерелах, у травні 1917 року). У його будинку для обговорення питань розвитку бойових мистецтв стали збиратися провідні майстри того часу: Ябу Кенцу, Ханасіро Темо, Фунакосі Гітін, Тосін Тібана, Тедзе Осіро, Амбун Токуда, Сімпан Гусукума, Сейт Токумура, Хоко Ісікава та інші.

- 1924 — Мабуні почав працювати викладачем карате в Училищі морської і річкової промисловості префектури Окінава. Паралельно у дворі власного будинку він відкрив додзе карате.

- 1925 — у травні Мабуні впорядкував діяльність Товариства вивчення карате префектури Окінава і на його основі створив Клуб вивчення тоде «ТОДЕ КЕНКУ КУРАБУ». Клуб був офіційно зареєстрований у Департаменті поліції префектури Окінава і завдяки цьому отримав статус єдиної офіційної організації каратеків, які проживають у префектурі Окінава. Мабуні відвідав р. Вакаяма, де на той час жив і викладав карате його знайомий — Уеті Камбун, засновник школи карате Уетірю. Після спільних тренувань з ним Мабуні розробив ката Сімпа.

Кенва Мабуні разом з іншими відомими майстрами організував «Окінавський клуб карате-до», що дало змогу здійснити його давню мрію про створення постійного додзе для тренувань. Через цей зал пройшли такі лідери карате-до, як Дзюхацу Кеда, Тедзюн Міягі, Тею Мотобу, Тосін Тібана, Ханасіро, Тедзю Осіро, У Сяньхуй — майстер кемп. Кенва Мабуні та Тедзюн Міягі стали постійними інструкторами клубу.
Основна увага на тренуваннях у цей період зверталася на фізичну підготовку та практику куміте. Учням не пояснювалися елементи техніки, а прийоми демонструвалися безпосередньо під час поєдинку. Навчання зводилося до багаторазових повторень прийомів.
- 1927 — у жовтні цього року з метою відкриття додзе для занять дзюдо відвідав Дзигоро Кано (засновник дзюдо).

На запрошення Окінавського відділення чорних поясів із дзюдо префектури Окінава у супроводі ряду провідних майстрів Кодокана Окінаву відвідав засновник дзюдо Дзигоро Кано. Найбільші окинавські фахівці — Ябу Кенцу, Ханасіро Темо, Куба Косаку, Кян Тьотоку, Міягі Тедзюн, Мабуні Кенва організували показові виступи для майстра. Дзигоро Кано дав високу оцінку карате-до як виду бойового мистецтва і наголосив на необхідності його широкого поширення в масштабі всієї Японії.
Отримавши підтримку Кано, Кенва Мабуні прийняв рішення переїхати до Осаки і присвятити себе розвитку та поширенню карате до Сіто-рю в Японії. З метою залучення інтересу масової аудиторії Кенва Мабуні доводилося демонструвати тамесіварі  — розбивання цегли та дощок, показуючи публіці силу нового бойового мистецтва. У результаті зусиль Кано в 1931 році було створено організацію «Дай-ніхон Каратедо Кай», перейменовану згодом на «Ніхон Карате-до Кай», яка стала попередником сучасного Сіто-кай.

## Стиль Сіто-рю
Сіто-рю поєднує жорсткі та м'які техніки, характерні для Сюрі-те та Наха-те відповідно. Стиль відомий великою кількістю ката (форм), що відображають різноманітні технічні аспекти карате. Сіто-рю також включає елементи кобудо та китайських бойових мистецтв, що робить його одним з найкомплексніших стилів карате.

## Спадщина
Кенва Мабуні помер 23 травня 1952 року в Токіо у віці 62 років. Його син, Кеней Мабуні, продовжив справу батька, поширюючи Сіто-рю в Японії та за її межами. Сьогодні Сіто-рю є одним з основних стилів карате, що практикується у всьому світі.